# Rs1799913
Rs1799913, также известный как A779C — однонуклеотидный полиморфизм гена TPH1, кодирующего триптофангидроксилазу. Расположен в 7 интроне гена.
В нескольких исследованиях изучалась возможная ассоциация полиморфизма с шизофренией, c противоречивыми выводами.
В одной работе показана связь полиморфизма с героиновой зависимостью.
В том же интроне, что и Rs1799913, расположен другой полиморфизм — A218C (rs1800532).